# Lista över ledamöter av Europaparlamentet 2019–2024
Det här är en lista över ledamöter av Europaparlamentet (MEPs) under mandatperioden 2019–2024.

## Ledamöter

### Belgien
| Land    | Ledamot             | Partigrupp |
| ------- | ------------------- | ---------- |
| Belgien | Gerolf Annemans     | ID         |
| Belgien | Filip De Man        | ID         |
| Belgien | Tom Vandendriessche | ID         |
| Belgien | Kris Peeters        | EPP        |
| Belgien | Cindy Franssen      | EPP        |
| Belgien | Pascal Arimont      | EPP        |
| Belgien | Kathleen Van Brempt | S&D        |
| Belgien | Marie Arena         | S&D        |
| Belgien | Marc Tarabella      | S&D        |
| Belgien | Guy Verhofstadt     | Renew      |
| Belgien | Hilde Vautmans      | Renew      |
| Belgien | Olivier Chastel     | Renew      |
| Belgien | Frédérique Ries     | Renew      |
| Belgien | Sara Matthieu       | G/EFA      |
| Belgien | Philippe Lamberts   | G/EFA      |
| Belgien | Saskia Bricmont     | G/EFA      |
| Belgien | Marc Botenga        | GUE/NGL    |

### Bulgarien
| Land      | Ledamot             | Partigrupp |
| --------- | ------------------- | ---------- |
| Bulgarien | Andrey Kovatchev    | EPP        |
| Bulgarien | Andrey Novakov      | EPP        |
| Bulgarien | Eva Maydell         | EPP        |
| Bulgarien | Asim Ademov         | EPP        |
| Bulgarien | Alexander Yordanov  | EPP        |
| Bulgarien | Emil Radev          | EPP        |
| Bulgarien | Radan Kanev         | EPP        |
| Bulgarien | Elena Yoncheva      | S&D        |
| Bulgarien | Sergei Stanishev    | S&D        |
| Bulgarien | Petar Vitanov       | S&D        |
| Bulgarien | Tsvetelina Penkova  | S&D        |
| Bulgarien | Ivo Hristov         | S&D        |
| Bulgarien | Angel Dzhambazki    | ECR        |
| Bulgarien | Andrei Slabakov     | ECR        |
| Bulgarien | Ilhan Kyuchyuk      | Renew      |
| Bulgarien | Iskra Mihaylova     | Renew      |
| Bulgarien | Atidzhe Alieva-Veli | Renew      |

### Cypern
| Land   | Ledamot               | Partigrupp |
| ------ | --------------------- | ---------- |
| Cypern | Loukas Fourlas        | EPP        |
| Cypern | Lefteris Christoforou | EPP        |
| Cypern | Costas Mavrides       | S&D        |
| Cypern | Dimitris Papadakis    | S&D        |
| Cypern | Giorgis Georgiou      | GUE/NGL    |
| Cypern | Niyazi Kızılyürek     | GUE/NGL    |

### Danmark
| Land    | Ledamot                 | Partigrupp |
| ------- | ----------------------- | ---------- |
| Danmark | Margrete Auken          | GUE/NGL    |
| Danmark | Kira Marie Peter-Hansen | GUE/NGL    |
| Danmark | Pernille Weiss          | EPP        |
| Danmark | Peter Kofod             | ID         |
| Danmark | Christel Schaldemose    | S&D        |
| Danmark | Niels Fuglsang          | S&D        |
| Danmark | Marianne Vind           | S&D        |
| Danmark | Morten Løkkegaard       | Renew      |
| Danmark | Søren Gade              | Renew      |
| Danmark | Asger Christensen       | Renew      |
| Danmark | Linea Søgaard-Lidell    | Renew      |
| Danmark | Morten Helveg Petersen  | Renew      |
| Danmark | Karen Melchior          | Renew      |
| Danmark | Nikolaj Villumsen       | G/EFA      |

### Estland
| Land    | Ledamot          | Partigrupp |
| ------- | ---------------- | ---------- |
| Estland | Marina Kaljurand | S&D        |
| Estland | Sven Mikser      | S&D        |
| Estland | Yana Toom        | Renew      |
| Estland | Andrus Ansip     | Renew      |
| Estland | Urmas Paet       | Renew      |
| Estland | Riho Terras      | EPP        |
| Estland | Jaak Madison     | ID         |

### Finland
| Land    | Ledamot                | Partigrupp |
| ------- | ---------------------- | ---------- |
| Finland | Teuvo Hakkarainen      | ID         |
| Finland | Laura Huhtasaari       | ID         |
| Finland | Nils Torvalds          | Renew      |
| Finland | Elsi Katainen          | Renew      |
| Finland | Mauri Pekkarinen       | Renew      |
| Finland | Sirpa Pietikäinen      | EPP        |
| Finland | Petri Sarvamaa         | EPP        |
| Finland | Henna Virkkunen        | EPP        |
| Finland | Heidi Hautala          | G/EFA      |
| Finland | Ville Niinistö         | G/EFA      |
| Finland | Alviina Alametsä       | G/EFA      |
| Finland | Eero Heinäluoma        | S&D        |
| Finland | Miapetra Kumpula-Natri | S&D        |
| Finland | Silvia Modig           | GUE/NGL    |

### Frankrike
| Land      | Ledamot                    | Partigrupp |
| --------- | -------------------------- | ---------- |
| Frankrike | Manon Aubry                | GUE/NGL    |
| Frankrike | Manuel Bompard             | GUE/NGL    |
| Frankrike | Leïla Chaibi               | GUE/NGL    |
| Frankrike | Younous Omarjee            | GUE/NGL    |
| Frankrike | Anne-Sophie Pelletier      | GUE/NGL    |
| Frankrike | Emmanuel Maurel            | GUE/NGL    |
| Frankrike | Yannick Jadot              | G/EFA      |
| Frankrike | Michèle Rivasi             | G/EFA      |
| Frankrike | Damien Carême              | G/EFA      |
| Frankrike | Marie Toussaint            | G/EFA      |
| Frankrike | David Cormand              | G/EFA      |
| Frankrike | Karima Delli               | G/EFA      |
| Frankrike | Mounir Satouri             | G/EFA      |
| Frankrike | Caroline Roose             | G/EFA      |
| Frankrike | Francois Alfonsi           | G/EFA      |
| Frankrike | Salima Yenbou              | G/EFA      |
| Frankrike | Benoit Biteau              | G/EFA      |
| Frankrike | Gwendoline Delbos-Corfield | G/EFA      |
| Frankrike | Claude Gruffat             | G/EFA      |
| Frankrike | Nathalie Loiseau           | Renew      |
| Frankrike | Pascal Canfin              | Renew      |
| Frankrike | Marie-Pierre Vedrenne      | Renew      |
| Frankrike | Jérémy Decerle             | Renew      |
| Frankrike | Catherine Chabaud          | Renew      |
| Frankrike | Stéphane Séjourné          | Renew      |
| Frankrike | Fabienne Keller            | Renew      |
| Frankrike | Bernard Guetta             | Renew      |
| Frankrike | Irène Tolleret             | Renew      |
| Frankrike | Stéphane Bijoux            | Renew      |
| Frankrike | Sylvie Brunet              | Renew      |
| Frankrike | Gilles Boyer               | Renew      |
| Frankrike | Stéphanie Yon-Courtin      | Renew      |
| Frankrike | Pierre Karleskind          | Renew      |
| Frankrike | Laurence Despaux-Farreng   | Renew      |
| Frankrike | Dominique Riquet           | Renew      |
| Frankrike | Véronique Trillet-Lenoir   | Renew      |
| Frankrike | Pascal Durand              | Renew      |
| Frankrike | Valérie Hayer              | Renew      |
| Frankrike | Christophe Grudler         | Renew      |
| Frankrike | Chrysoula Zacharopoulou    | Renew      |
| Frankrike | Sandro Gozi                | Renew      |
| Frankrike | Ilana Cicurel              | Renew      |
| Frankrike | François-Xavier Bellamy    | EPP        |
| Frankrike | Agnès Evren                | EPP        |
| Frankrike | Arnaud Danjean             | EPP        |
| Frankrike | Nadine Morano              | EPP        |
| Frankrike | Brice Hortefeux            | EPP        |
| Frankrike | Nathalie Colin-Oesterlé    | EPP        |
| Frankrike | Geoffroy Didier            | EPP        |
| Frankrike | Anne Sander                | EPP        |
| Frankrike | Jordan Bardella            | ID         |
| Frankrike | Hélène Laporte             | ID         |
| Frankrike | Thierry Mariani            | ID         |
| Frankrike | Dominique Bilde            | ID         |
| Frankrike | Hervé Juvin                | ID         |
| Frankrike | Joëlle Mélin               | ID         |
| Frankrike | Nicolas Bay                | ID         |
| Frankrike | Virginie Joron             | ID         |
| Frankrike | Jean-Paul Garraud          | ID         |
| Frankrike | Catherine Griset           | ID         |
| Frankrike | Gilles Lebreton            | ID         |
| Frankrike | Maxette Grisoni-Pirbakas   | ID         |
| Frankrike | Jean-François Jalkh        | ID         |
| Frankrike | Aurélia Beigneux           | ID         |
| Frankrike | Gilbert Collard            | ID         |
| Frankrike | Julie Lechanteux           | ID         |
| Frankrike | Philippe Olivier           | ID         |
| Frankrike | Annika Bruna               | ID         |
| Frankrike | Jérôme Rivière             | ID         |
| Frankrike | France Jamet               | ID         |
| Frankrike | André Rougé                | ID         |
| Frankrike | Mathilde Androuët          | ID         |
| Frankrike | Jean-Lin Lacapelle         | ID         |
| Frankrike | Raphaël Glucksmann         | S&D        |
| Frankrike | Sylvie Guillaume           | S&D        |
| Frankrike | Éric Andrieu               | S&D        |
| Frankrike | Aurore Lalucq              | S&D        |
| Frankrike | Pierre Larrouturou         | S&D        |
| Frankrike | Nora Mebarek               | S&D        |

### Grekland
| Land     | Ledamot                    | Partigrupp |
| -------- | -------------------------- | ---------- |
| Grekland | Emmanouil Fragkos          | ECR        |
| Grekland | Dimitrios Papadimoulis     | GUE/NGL    |
| Grekland | Elena Kountoura            | GUE/NGL    |
| Grekland | Kostas Arvanitis           | GUE/NGL    |
| Grekland | Stelios Kouloglou          | GUE/NGL    |
| Grekland | Alexis Georgoulis          | GUE/NGL    |
| Grekland | Petros S. Kokkalis         | GUE/NGL    |
| Grekland | Ioannis Lagos              | Partilös   |
| Grekland | Athanasios Konstantinou    | Partilös   |
| Grekland | Konstantinos Papadakis     | Partilös   |
| Grekland | Lefteris Nikolaou-Alavanos | Partilös   |
| Grekland | Stelios Kympouropoulos     | EPP        |
| Grekland | Vangelis Meimarakis        | EPP        |
| Grekland | Maria Spyraki              | EPP        |
| Grekland | Eliza Vozemberg            | EPP        |
| Grekland | Manolis Kefalogiannis      | EPP        |
| Grekland | Anna Asimakopoulou         | EPP        |
| Grekland | Giorgos Kyrtsos            | EPP        |
| Grekland | Theodoros Zagorakis        | EPP        |
| Grekland | Nikos Androulakis          | S&D        |
| Grekland | Eva Kaili                  | S&D        |

### Irland
| Land   | Ledamot            | Partigrupp |
| ------ | ------------------ | ---------- |
| Irland | Frances Fitzgerald | EPP        |
| Irland | Seán Kelly         | EPP        |
| Irland | Colm Markey        | EPP        |
| Irland | Maria Walsh        | EPP        |
| Irland | Deirdre Clune      | EPP        |
| Irland | Billy Kelleher     | Renew      |
| Irland | Barry Andrews      | Renew      |
| Irland | Mike Flanagan      | GUE/NGL    |
| Irland | Chris MacManus     | GUE/NGL    |
| Irland | Clare Daly         | GUE/NGL    |
| Irland | Mick Wallace       | GUE/NGL    |
| Irland | Ciarán Cuffe       | G/EFA      |
| Irland | Grace O'Sullivan   | G/EFA      |

### Italien
| Land    | Ledamot                | Partigrupp |
| ------- | ---------------------- | ---------- |
| Italien | Antonio Tajani         | EPP        |
| Italien | Aldo Patriciello       | EPP        |
| Italien | Massimiliano Salini    | EPP        |
| Italien | Salvatore De Meo       | EPP        |
| Italien | Silvio Berlusconi      | EPP        |
| Italien | Fulvio Martusciello    | EPP        |
| Italien | Giuseppe Milazzo       | EPP        |
| Italien | Herbert Dorfmann       | EPP        |
| Italien | Pietro Fiocchi         | ECR        |
| Italien | Raffaele Fitto         | ECR        |
| Italien | Carlo Fidanza          | ECR        |
| Italien | Nicola Procaccini      | ECR        |
| Italien | Raffaele Stancanelli   | ECR        |
| Italien | Sergio Berlato         | ECR        |
| Italien | Patrizia Toia          | S&D        |
| Italien | Pietro Bartolo         | S&D        |
| Italien | Brando Benifei         | S&D        |
| Italien | Simona Bonafé          | S&D        |
| Italien | Carlo Calenda          | S&D        |
| Italien | Caterina Chinnici      | S&D        |
| Italien | Paolo De Castro        | S&D        |
| Italien | Andrea Cozzolino       | S&D        |
| Italien | Giuseppe Ferrandino    | S&D        |
| Italien | Elisabetta Gualmini    | S&D        |
| Italien | Nicola Danti           | S&D        |
| Italien | Pierfrancesco Majorino | S&D        |
| Italien | Alessandra Moretti     | S&D        |
| Italien | Pina Picierno          | S&D        |
| Italien | Giuliano Pisapia       | S&D        |
| Italien | Franco Roberti         | S&D        |
| Italien | David Sassoli          | S&D        |
| Italien | Massimiliano Smeriglio | S&D        |
| Italien | Irene Tinagli          | S&D        |
| Italien | Matteo Adinolfi        | ID         |
| Italien | Simona Baldassarre     | ID         |
| Italien | Alessandra Basso       | ID         |
| Italien | Mara Bizzotto          | ID         |
| Italien | Cinzia Bonfrisco       | ID         |
| Italien | Paolo Borchia          | ID         |
| Italien | Marco Campomenosi      | ID         |
| Italien | Massimo Casanova       | ID         |
| Italien | Susanna Ceccardi       | ID         |
| Italien | Angelo Ciocca          | ID         |
| Italien | Rosanna Conte          | ID         |
| Italien | Gianantonio Da Re      | ID         |
| Italien | Francesca Donato       | ID         |
| Italien | Marco Dreosto          | ID         |
| Italien | Gianna Gancia          | ID         |
| Italien | Valentino Grant        | ID         |
| Italien | Danilo Lancini         | ID         |
| Italien | Elena Lizzi            | ID         |
| Italien | Alessandro Panza       | ID         |
| Italien | Luisa Regimenti        | ID         |
| Italien | Antonio Maria Rinaldi  | ID         |
| Italien | Silvia Sardone         | ID         |
| Italien | Annalisa Tardino       | ID         |
| Italien | Isabella Tovaglieri    | ID         |
| Italien | Lucia Vuolo            | ID         |
| Italien | Stefania Zambelli      | ID         |
| Italien | Marco Zanni            | ID         |
| Italien | Vincenzo Sofo          | ID         |
| Italien | Andrea Caroppo         | Partilös   |
| Italien | Isabella Adinolfi      | Partilös   |
| Italien | Tiziana Beghin         | Partilös   |
| Italien | Fabio Massimo Castaldo | Partilös   |
| Italien | Laura Ferrara          | Partilös   |
| Italien | Mario Furore           | Partilös   |
| Italien | Chiara Maria Gemma     | Partilös   |
| Italien | Dino Giarrusso         | Partilös   |
| Italien | Sabrina Pignedoli      | Partilös   |
| Italien | Daneila Rondinelli     | Partilös   |
| Italien | Marco Zullo            | Partilös   |
| Italien | Piernicola Pedicini    | G/EFA      |
| Italien | Ignazio Corrao         | G/EFA      |
| Italien | Rosa D'Amato           | G/EFA      |
| Italien | Eleonora Evi           | G/EFA      |

### Kroatien
| Land     | Ledamot             | Partigrupp |
| -------- | ------------------- | ---------- |
| Kroatien | Karlo Ressler       | EPP        |
| Kroatien | Sunčana Glavak      | EPP        |
| Kroatien | Tomislav Sokol      | EPP        |
| Kroatien | Željana Zovko       | EPP        |
| Kroatien | Tonino Picula       | S&D        |
| Kroatien | Biljana Borzan      | S&D        |
| Kroatien | Predrag Fred Matic  | S&D        |
| Kroatien | Romana Jerkovic     | S&D        |
| Kroatien | Valter Flego        | Renew      |
| Kroatien | Ruza Tomasic        | ECR        |
| Kroatien | Mislav Kolakusic    | Partilös   |
| Kroatien | Ivan Vilibor Sincic | Partilös   |

### Lettland
| Land     | Ledamot         | Partigrupp |
| -------- | --------------- | ---------- |
| Lettland | Sandra Kalniete | EPP        |
| Lettland | Inese Vaidere   | EPP        |
| Lettland | Tatjana Ždanoka | G/EFA      |
| Lettland | Ivars Ijabs     | Renew      |
| Lettland | Andris Ameriks  | S&D        |
| Lettland | Nils Ušakovs    | S&D        |
| Lettland | Roberts Zile    | ECR        |
| Lettland | Dace Melbarde   | ECR        |

### Litauen
| Land    | Ledamot              | Partigrupp |
| ------- | -------------------- | ---------- |
| Litauen | Andrius Kubilius     | EPP        |
| Litauen | Liudas Mažylis       | EPP        |
| Litauen | Rasa Juknevičienė    | EPP        |
| Litauen | Aušra Maldeikienė    | EPP        |
| Litauen | Vilija Blinkevičiūtė | S&D        |
| Litauen | Juozas Olekas        | S&D        |
| Litauen | Viktor Uspaskich     | Renew      |
| Litauen | Petras Auštrevičius  | Renew      |
| Litauen | Valdemar Tomaševski  | ECR        |
| Litauen | Bronis Ropė          | G/EFA      |
| Litauen | Stasys Jakeliūnas    | G/EFA      |

### Luxemburg
| Land      | Ledamot                    | Partigrupp |
| --------- | -------------------------- | ---------- |
| Luxemburg | Christophe Hansen          | EPP        |
| Luxemburg | Isabel Wiseler-Santos Lima | EPP        |
| Luxemburg | Charles Goerens            | Renew      |
| Luxemburg | Monica Semedo              | Renew      |
| Luxemburg | Tilly Metz                 | G/EFA      |
| Luxemburg | Marc Angel                 | S&D        |

### Malta
| Land  | Ledamot           | Partigrupp |
| ----- | ----------------- | ---------- |
| Malta | Roberta Metsola   | EPP        |
| Malta | David Casa        | EPP        |
| Malta | Cyrus Engerer     | S&D        |
| Malta | Alfred Sant       | S&D        |
| Malta | Alex Agius Saliba | S&D        |
| Malta | Josianne Cutajar  | S&D        |

### Nederländerna
| Land          | Ledamot                | Partigrupp |
| ------------- | ---------------------- | ---------- |
| Nederländerna | Esther de Lange        | EPP        |
| Nederländerna | Toine Manders          | EPP        |
| Nederländerna | Peter van Dalen        | EPP        |
| Nederländerna | Jeroen Lenaers         | EPP        |
| Nederländerna | Tom Berendsen          | EPP        |
| Nederländerna | Annie Schreijer-Pierik | EPP        |
| Nederländerna | Agnes Jongerius        | S&D        |
| Nederländerna | Paul Tang              | S&D        |
| Nederländerna | Kati Piri              | S&D        |
| Nederländerna | Vera Tax               | S&D        |
| Nederländerna | Mohammed Chahim        | S&D        |
| Nederländerna | Laura Wolters          | S&D        |
| Nederländerna | Sophie in 't Veld      | Renew      |
| Nederländerna | Samira Rafaela         | Renew      |
| Nederländerna | Malik Azmani           | Renew      |
| Nederländerna | Jan Huitema            | Renew      |
| Nederländerna | Caroline Nagtegaal     | Renew      |
| Nederländerna | Liesje Schreinemacher  | Renew      |
| Nederländerna | Ben Groothius          | Renew      |
| Nederländerna | Derk Jan Eppink        | ECR        |
| Nederländerna | Rob Roos               | ECR        |
| Nederländerna | Rob Rooken             | ECR        |
| Nederländerna | Dorien Rookmaker       | ECR        |
| Nederländerna | Bert-Jan Ruissen       | ECR        |
| Nederländerna | Dorien Rookmaker       | ECR        |
| Nederländerna | Bas Eickhout           | G/EFA      |
| Nederländerna | Tineke Strik           | G/EFA      |
| Nederländerna | Kim van Sparrentak     | G/EFA      |
| Nederländerna | Anja Hazekamp          | GUE/NGL    |
| Nederländerna | Marcel de Graaff       | ID         |

### Polen
| Land  | Ledamot                      | Partigrupp |
| ----- | ---------------------------- | ---------- |
| Polen | Krzysztof Hetman             | EPP        |
| Polen | Adam Jarubas                 | EPP        |
| Polen | Jarosław Kalinowski          | EPP        |
| Polen | Jarosław Duda                | EPP        |
| Polen | Jerzy Buzek                  | EPP        |
| Polen | Bartosz Arłukowicz           | EPP        |
| Polen | Magdalena Adamowicz          | EPP        |
| Polen | Tomasz Frankowski            | EPP        |
| Polen | Andrzej Halicki              | EPP        |
| Polen | Danuta Hübner                | EPP        |
| Polen | Ewa Kopacz                   | EPP        |
| Polen | Janusz Lewandowski           | EPP        |
| Polen | Elżbieta Łukacijewska        | EPP        |
| Polen | Janina Ochojska              | EPP        |
| Polen | Jan Olbrycht                 | EPP        |
| Polen | Radoslaw Sikorski            | EPP        |
| Polen | Róża von Thun und Hohenstein | EPP        |
| Polen | Marek Balt                   | S&D        |
| Polen | Marek Belka                  | S&D        |
| Polen | Włodzimierz Cimoszewicz      | S&D        |
| Polen | Bogusław Liberadzki          | S&D        |
| Polen | Leszek Miller                | S&D        |
| Polen | Robert Biedroń               | S&D        |
| Polen | Łukasz Kohut                 | S&D        |
| Polen | Sylwia Spurek                | G/EFA      |
| Polen | Adam Bielan                  | ECR        |
| Polen | Krzysztof Jurgiel            | ECR        |
| Polen | Joachim Brudziński           | ECR        |
| Polen | Richard Czarnecki            | ECR        |
| Polen | Anna Fotyga                  | ECR        |
| Polen | Patryk Jaki                  | ECR        |
| Polen | Karol Karski                 | ECR        |
| Polen | Beata Kempa                  | ECR        |
| Polen | Izabela Kloc                 | ECR        |
| Polen | Joanna Kopcińska             | ECR        |
| Polen | Zdzisław Krasnodębski        | ECR        |
| Polen | Elżbieta Kruk                | ECR        |
| Polen | Zbigniew Kuźmiuk             | ECR        |
| Polen | Ryszard Legutko              | ECR        |
| Polen | Beata Mazurek                | ECR        |
| Polen | Andżelika Możdżanowska       | ECR        |
| Polen | Tomasz Poręba                | ECR        |
| Polen | Elżbieta Rafalska            | ECR        |
| Polen | Bogdan Rzońca                | ECR        |
| Polen | Jacek Saryusz-Wolski         | ECR        |
| Polen | Beata Szydło                 | ECR        |
| Polen | Grzegorz Tobiszowski         | ECR        |
| Polen | Witold Waszczykowski         | ECR        |
| Polen | Jadwiga Wiśniewska           | ECR        |
| Polen | Anna Zalewska                | ECR        |
| Polen | Kosma Złotowski              | ECR        |
| Polen | Dominik Tarczyński           | ECR        |

### Portugal
| Land     | Ledamot                     | Partigrupp |
| -------- | --------------------------- | ---------- |
| Portugal | Nuno Melo                   | EPP        |
| Portugal | Paulo Rangel                | EPP        |
| Portugal | Lídia Pereira               | EPP        |
| Portugal | José Manuel Fernandes       | EPP        |
| Portugal | Maria da Graça Carvalho     | EPP        |
| Portugal | Álvaro Amaro                | EPP        |
| Portugal | Cláudia Aguiar              | EPP        |
| Portugal | Pedro Marques               | S&D        |
| Portugal | Manuel Pizzaro              | S&D        |
| Portugal | Isabel Santos               | S&D        |
| Portugal | Carlos Zorrinho             | S&D        |
| Portugal | Sara Cerdas                 | S&D        |
| Portugal | Isabel Estrada Carvalhais   | S&D        |
| Portugal | Maria Manuel Leitão Marques | S&D        |
| Portugal | Pedro Silva Pereira         | S&D        |
| Portugal | Margarida Marques           | S&D        |
| Portugal | Francisco Guerreiro         | G/EFA      |
| Portugal | Marisa Matias               | GUE/NGL    |
| Portugal | José Gusmão                 | GUE/NGL    |
| Portugal | João Ferreira               | GUE/NGL    |
| Portugal | Sandra Pereira              | GUE/NGL    |

### Rumänien
| Land     | Ledamot               | Partigrupp |
| -------- | --------------------- | ---------- |
| Rumänien | Traian Băsescu        | EPP        |
| Rumänien | Eugen Tomac           | EPP        |
| Rumänien | Rareș Bogdan          | EPP        |
| Rumänien | Mircea Hava           | EPP        |
| Rumänien | Siegfried Mureșan     | EPP        |
| Rumänien | Vasile Blaga          | EPP        |
| Rumänien | Vlad Nistor           | EPP        |
| Rumänien | Daniel Buda           | EPP        |
| Rumänien | Dan Motreanu          | EPP        |
| Rumänien | Gheorghe Falcă        | EPP        |
| Rumänien | Cristian Bușoi        | EPP        |
| Rumänien | Marian-Jean Marinescu | EPP        |
| Rumänien | Iuliu Winkler         | EPP        |
| Rumänien | Lóránt Vincze         | EPP        |
| Rumänien | Dacian Cioloș         | Renew      |
| Rumänien | Cristian Ghinea       | Renew      |
| Rumänien | Dragoș Pîslaru        | Renew      |
| Rumänien | Vlad Gheorghe         | Renew      |
| Rumänien | Dragoș Tudorache      | Renew      |
| Rumänien | Nicolae Ștefănuță     | Renew      |
| Rumänien | Vlad Botos            | Renew      |
| Rumänien | Ramona Strugariu      | Renew      |
| Rumänien | Corina Cretu          | S&D        |
| Rumänien | Rovana Plumb          | S&D        |
| Rumänien | Carmen Avram          | S&D        |
| Rumänien | Claudiu Manda         | S&D        |
| Rumänien | Cristian Terheș       | S&D        |
| Rumänien | Mihai Tudose          | S&D        |
| Rumänien | Dan Nica              | S&D        |
| Rumänien | Maria Grapini         | S&D        |
| Rumänien | Tudor Ciuhodaru       | S&D        |
| Rumänien | Dragoș Benea          | S&D        |
| Rumänien | Victor Negrescu       | S&D        |

### Slovakien
| Land      | Ledamot                  | Partigrupp |
| --------- | ------------------------ | ---------- |
| Slovakien | Peter Pollák             | EPP        |
| Slovakien | Ivan Štefanec            | EPP        |
| Slovakien | Miriam Lexmann           | EPP        |
| Slovakien | Michal Šimečka           | EPP        |
| Slovakien | Vladimír Bilčík          | EPP        |
| Slovakien | Michal Wiezik            | EPP        |
| Slovakien | Martin Hojsík            | EPP        |
| Slovakien | Monika Beňová            | S&D        |
| Slovakien | Miroslav Čiž             | S&D        |
| Slovakien | Róbert Hajšel            | S&D        |
| Slovakien | Lucia Ďuriš Nicholsonová | ECR        |
| Slovakien | Eugen Jurzyca            | ECR        |
| Slovakien | Milan Uhrík              | Partilös   |
| Slovakien | Miroslav Radačovský      | Partilös   |

### Slovenien
| Land      | Ledamot        | Partigrupp |
| --------- | -------------- | ---------- |
| Slovenien | Ljudmila Novak | EPP        |
| Slovenien | Milan Zver     | EPP        |
| Slovenien | Romana Tomc    | EPP        |
| Slovenien | Franc Bogovič  | EPP        |
| Slovenien | Irena Joveva   | Renew      |
| Slovenien | Klemen Grošelj | Renew      |
| Slovenien | Tanja Fajon    | S&D        |
| Slovenien | Milan Brglez   | S&D        |

### Spanien
| Land    | Ledamot                       | Partigrupp |
| ------- | ----------------------------- | ---------- |
| Spanien | Dolors Montserrat             | EPP        |
| Spanien | Esteban González Pons         | EPP        |
| Spanien | Antonio López-Istúriz White   | EPP        |
| Spanien | Juan Ignacio Zoido            | EPP        |
| Spanien | Pilar del Castillo            | EPP        |
| Spanien | Javier Zarzalejos             | EPP        |
| Spanien | José Manuel García-Margallo   | EPP        |
| Spanien | Francisco José Millán Mon     | EPP        |
| Spanien | Isabel Benjumea               | EPP        |
| Spanien | Rosa Estaràs                  | EPP        |
| Spanien | Pablo Arias Echeverría        | EPP        |
| Spanien | Leopoldo López Gil            | EPP        |
| Spanien | Gabriel Mato Adrover          | EPP        |
| Spanien | Carles Puigdemont             | Partilös   |
| Spanien | Antoni Comín                  | Partilös   |
| Spanien | Clara Ponsatí                 | Partilös   |
| Spanien | Izaskun Bilbao Barandica      | Renew      |
| Spanien | Luis Garicano                 | Renew      |
| Spanien | Maite Pagazaurtundúa          | Renew      |
| Spanien | Soraya Rodríguez              | Renew      |
| Spanien | Javier Nart                   | Renew      |
| Spanien | José Ramón Bauzà              | Renew      |
| Spanien | Jordi Cañas Pérez             | Renew      |
| Spanien | Susana Solís Pérez            | Renew      |
| Spanien | Adrián Vázquez Lázara         | Renew      |
| Spanien | María Eugenia Rodríguez Palop | GUE/NGL    |
| Spanien | Sira Rego                     | GUE/NGL    |
| Spanien | Idoia Villanueva              | GUE/NGL    |
| Spanien | Miguel Urbán                  | GUE/NGL    |
| Spanien | Manu Pineda                   | GUE/NGL    |
| Spanien | Ernest Urtasun                | G/EFA      |
| Spanien | Jordi Sole                    | G/EFA      |
| Spanien | Diana Riba                    | G/EFA      |
| Spanien | Iratxe García                 | G/EFA      |
| Spanien | Lina Gálvez                   | S&D        |
| Spanien | Javi López Fernández          | S&D        |
| Spanien | Inmaculada Rodríguez-Piñero   | S&D        |
| Spanien | Iban García del Blanco        | S&D        |
| Spanien | Eider Gardiazabal             | S&D        |
| Spanien | Nicolás González Casares      | S&D        |
| Spanien | Cristina Maestre              | S&D        |
| Spanien | César Luena                   | S&D        |
| Spanien | César Luena                   | S&D        |
| Spanien | Clara Aguilera García         | S&D        |
| Spanien | Ignacio Sánchez Amor          | S&D        |
| Spanien | Mónica Silvana González       | S&D        |
| Spanien | Juan Fernando López Aguilar   | S&D        |
| Spanien | Adriana Maldonado López       | S&D        |
| Spanien | Jonás Fernández               | S&D        |
| Spanien | Alicia Homs Ginel             | S&D        |
| Spanien | Javier Moreno Sánchez         | S&D        |
| Spanien | Isabel García Muñoz           | S&D        |
| Spanien | Domènec Ruiz Devesa           | S&D        |
| Spanien | Estrella Durá Ferrandis       | S&D        |
| Spanien | Marcos Ros Sempere            | S&D        |
| Spanien | Mazaly Aguilar                | ECR        |
| Spanien | Jorge Buxadé                  | ECR        |
| Spanien | Hermann Tertsch               | ECR        |
| Spanien | Margarita de la Pisa Carrión  | ECR        |

### Sverige
Sverige hade ursprungligen 20 ledamöter. När Storbritannien lämnade Europeiska Unionen omfördelades deras mandat, med verkan 1 februari 2020. Sverige tilldelades ett mandat, märkt (*) nedan.
| Land    | Ledamot           | Partigrupp   | Svenskt parti   | Tillträde          | Avgång       | Kommentar                                                                       |
| ------- | ----------------- | ------------ | --------------- | ------------------ | ------------ | ------------------------------------------------------------------------------- |
| Sverige | Heléne Fritzon    | S&D          | S               | 2019-07-01         |              | Personvald.                                                                     |
| Sverige | Johan Danielsson  | S&D          | S               | 2019-07-01         | 2021-11-30   | Avgick efter att ha utsetts till bostadsminister.                               |
| Sverige | Jytte Guteland    | S&D          | S               | 2019-07-01         | 2022-09-26   | Avgick efter att ha valts till riksdagsledamot.                                 |
| Sverige | Erik Bergkvist    | S&D          | S               | 2019-07-01         | 2024-02-20   | Avliden.                                                                        |
| Sverige | Evin Incir        | S&D          | S               | 2019-07-01         |              |                                                                                 |
| Sverige | Ilan De Basso     | S&D          | S               | 2021-12-14         |              | Efterträdde Johan Danielsson.                                                   |
| Sverige | Carina Ohlsson    | S&D          | S               | 2022-09-29         |              | Efterträdde Jytte Guteland.                                                     |
| Sverige | Linus Glanzelius  | S&D          | S               | februari/mars 2024 |              | Efterträdde Erik Bergqvist.                                                     |
| Sverige | Sara Skyttedal    | EPP          | KD / Folklistan | 2019-07-01         |              | Personvald. Lämnade KD 2024-02-15. Tilläts stanna kvar i EPP med restriktioner. |
| Sverige | David Lega        | EPP          | KD              | 2019-07-01         |              | Personvald.                                                                     |
| Sverige | Tomas Tobé        | EPP          | M               | 2019-07-01         |              | Personvald.                                                                     |
| Sverige | Arba Kokalari     | EPP          | M               | 2019-07-01         |              |                                                                                 |
| Sverige | Jörgen Warborn    | EPP          | M               | 2019-07-01         |              |                                                                                 |
| Sverige | Jessica Polfjärd  | EPP          | M               | 2019-07-01         |              |                                                                                 |
| Sverige | Peter Lundgren    | ECR          | SD / partilös   | 2019-07-01         |              | Personvald. Lämnade SD 2022-03-18.                                              |
| Sverige | Charlie Weimers   | ECR          | SD              | 2019-07-01         |              |                                                                                 |
| Sverige | Jessica Stegrud   | ECR          | SD              | 2019-07-01         | sept. 2022   | Personvald. Avgick efter att ha valts till riksdagsledamot.                     |
| Sverige | Johan Nissinen    | ECR          | SD              | 2022-10-11         |              | Ersatte Jessica Stegrud.                                                        |
| Sverige | Fredrick Federley | Renew        | C               | 2019-07-01         | 2021-02-04   | Personvald. Avgick på egen begäran.                                             |
| Sverige | Abir Al-Sahlani   | Renew        | C               | 2019-07-01         |              |                                                                                 |
| Sverige | Emma Wiesner      | Renew        | C               | 2021-02-04         |              | Efterträdde Fredrick Federley.                                                  |
| Sverige | Karin Karlsbro    | Renew        | L               | 2019-07-01         |              | Personvald.                                                                     |
| Sverige | Alice Bah Kuhnke  | G/EFA        | MP              | 2019-07-01         |              | Personvald.                                                                     |
| Sverige | Pär Holmgren      | G/EFA        | MP              | 2019-07-01         |              | Personvald.                                                                     |
| Sverige | Jakop Dalunde     | G/EFA        | MP              | 2020-02-01         |              | Tillträdde efter att Storbritannien lämnat EU. (*)                              |
| Sverige | Malin Björk       | GUE/NGL      | V               | 2019-07-01         |              | Personvald.                                                                     |
| Källor: | [ 9 ] [ 10 ]      | [ 9 ] [ 10 ] | [ 9 ] [ 10 ]    | [ 9 ] [ 10 ]       | [ 9 ] [ 10 ] | [ 9 ] [ 10 ]                                                                    |

### Tjeckien
| Land     | Ledamot             | Partigrupp |
| -------- | ------------------- | ---------- |
| Tjeckien | Katerina Konecna    | GUE/NGL    |
| Tjeckien | Hynek Blasko        | ID         |
| Tjeckien | Ivan David          | ID         |
| Tjeckien | Jan Zahradil        | ECR        |
| Tjeckien | Alexandr Vondra     | ECR        |
| Tjeckien | Evžen Tošenovsky    | ECR        |
| Tjeckien | Veronika Vrecionova | ECR        |
| Tjeckien | Tomáš Zdechovský    | EPP        |
| Tjeckien | Michaela Šojdrová   | EPP        |
| Tjeckien | Jiří Pospíšil       | EPP        |
| Tjeckien | Luděk Niedermayer   | EPP        |
| Tjeckien | Stanislav Polčák    | EPP        |
| Tjeckien | Dita Charanzová     | Renew      |
| Tjeckien | Martina Dlabajová   | Renew      |
| Tjeckien | Martin Hlaváček     | Renew      |
| Tjeckien | Radka Maxová        | Renew      |
| Tjeckien | Ondřej Knotek       | Renew      |
| Tjeckien | Ondřej Kovařík      | Renew      |
| Tjeckien | Marcel Kolaja       | GUE/NGL    |
| Tjeckien | Markéta Gregorova   | GUE/NGL    |
| Tjeckien | Mikuláš Peksa       | GUE/NGL    |

### Tyskland
| Land     | Ledamot                     | Partigrupp |
| -------- | --------------------------- | ---------- |
| Tyskland | Katarina Barley             | S&D        |
| Tyskland | Udo Bullmann                | S&D        |
| Tyskland | Maria Noichl                | S&D        |
| Tyskland | Jens Geier                  | S&D        |
| Tyskland | Delara Burkhardt            | S&D        |
| Tyskland | Bernd Lange                 | S&D        |
| Tyskland | Birgit Sippel               | S&D        |
| Tyskland | Dietmar Köster              | S&D        |
| Tyskland | Gabriele Bischoff           | S&D        |
| Tyskland | Ismail Ertug                | S&D        |
| Tyskland | Constanze Krehl             | S&D        |
| Tyskland | Tiemo Wölken                | S&D        |
| Tyskland | Petra Kammerevert           | S&D        |
| Tyskland | Norbert Neuser              | S&D        |
| Tyskland | Evelyne Gebhardt            | S&D        |
| Tyskland | Joachim Schuster            | S&D        |
| Tyskland | Martin Sonneborn            | Partilös   |
| Tyskland | Nico Semsrott               | G/EFA      |
| Tyskland | Manuela Ripa                | G/EFA      |
| Tyskland | Damian Boeselager           | G/EFA      |
| Tyskland | Patrick Breyer              | G/EFA      |
| Tyskland | Ska Keller                  | G/EFA      |
| Tyskland | Sven Giegold                | G/EFA      |
| Tyskland | Terry Reintke               | G/EFA      |
| Tyskland | Reinhard Bütikofer          | G/EFA      |
| Tyskland | Hannah Neumann              | G/EFA      |
| Tyskland | Martin Häusling             | G/EFA      |
| Tyskland | Anna Cavazzini              | G/EFA      |
| Tyskland | Katrin Langensiepen         | G/EFA      |
| Tyskland | Erik Marquardt              | G/EFA      |
| Tyskland | Romeo Franz                 | G/EFA      |
| Tyskland | Jutta Paulus                | G/EFA      |
| Tyskland | Sergey Lagodinsky           | G/EFA      |
| Tyskland | Henrike Hahn                | G/EFA      |
| Tyskland | Michael Bloss               | G/EFA      |
| Tyskland | Anna Deparnay-Grunenberg    | G/EFA      |
| Tyskland | Rasmus Andresen             | G/EFA      |
| Tyskland | Alexandra Geese             | G/EFA      |
| Tyskland | Niklas Nienaß               | G/EFA      |
| Tyskland | Viola von Cramon-Taubadel   | G/EFA      |
| Tyskland | Daniel Freund               | G/EFA      |
| Tyskland | Pierrette Herzberger-Fofana | G/EFA      |
| Tyskland | Manfred Weber               | EPP        |
| Tyskland | Angelika Niebler            | EPP        |
| Tyskland | Markus Ferber               | EPP        |
| Tyskland | Monika Hohlmeier            | EPP        |
| Tyskland | Christian Doleschal         | EPP        |
| Tyskland | Marlene Mortler             | EPP        |
| Tyskland | Hildegard Bentele           | EPP        |
| Tyskland | Stefan Berger               | EPP        |
| Tyskland | Daniel Caspary              | EPP        |
| Tyskland | Lena Düpont                 | EPP        |
| Tyskland | Jan Christian Ehler         | EPP        |
| Tyskland | Michael Gahler              | EPP        |
| Tyskland | Jens Gieseke                | EPP        |
| Tyskland | Niclas Herbst               | EPP        |
| Tyskland | Peter Jahr                  | EPP        |
| Tyskland | Peter Liese                 | EPP        |
| Tyskland | Axel Voss                   | EPP        |
| Tyskland | Norbert Lins                | EPP        |
| Tyskland | David McAllister            | EPP        |
| Tyskland | Markus Pieper               | EPP        |
| Tyskland | Dennis Radtke               | EPP        |
| Tyskland | Christine Schneider         | EPP        |
| Tyskland | Sven Schulze                | EPP        |
| Tyskland | Sven Simon                  | EPP        |
| Tyskland | Andreas Schwab              | EPP        |
| Tyskland | Ralf Seekatz                | EPP        |
| Tyskland | Sabine Verheyen             | EPP        |
| Tyskland | Marion Walsmann             | EPP        |
| Tyskland | Rainer Wieland              | EPP        |
| Tyskland | Jörg Meuthen                | ID         |
| Tyskland | Guido Reil                  | ID         |
| Tyskland | Maximilian Krah             | ID         |
| Tyskland | Lars Patrick Berg           | ID         |
| Tyskland | Bernhard Zimniok            | ID         |
| Tyskland | Nicolaus Fest               | ID         |
| Tyskland | Markus Buchheit             | ID         |
| Tyskland | Christine Anderson          | ID         |
| Tyskland | Sylvia Limmer               | ID         |
| Tyskland | Gunnar Beck                 | ID         |
| Tyskland | Joachim Kuhs                | ID         |
| Tyskland | Nicola Beer                 | Renew      |
| Tyskland | Svenja Hahn                 | Renew      |
| Tyskland | Andreas Glück               | Renew      |
| Tyskland | Moritz Körner               | Renew      |
| Tyskland | Jan-Christoph Oetjen        | Renew      |
| Tyskland | Ulrike Müller               | Renew      |
| Tyskland | Engin Eroglu                | Renew      |
| Tyskland | Martin Schirdewan           | GUE/NGL    |
| Tyskland | Özlem Demirel               | GUE/NGL    |
| Tyskland | Cornelia Ernst              | GUE/NGL    |
| Tyskland | Helmut Scholz               | GUE/NGL    |
| Tyskland | Martina Michels             | GUE/NGL    |
| Tyskland | Martin Buschmann            | GUE/NGL    |
| Tyskland | Helmut Geuking              | ECR        |

### Ungern
| Land   | Ledamot           | Partigrupp |
| ------ | ----------------- | ---------- |
| Ungern | Klára Dobrev      | S&D        |
| Ungern | Sándor Rónai      | S&D        |
| Ungern | Csaba Molnár      | S&D        |
| Ungern | Attila Ara-Kovács | S&D        |
| Ungern | István Ujhelyi    | S&D        |
| Ungern | Márton Gyöngyösi  | Partilös   |
| Ungern | Katalin Cseh      | Renew      |
| Ungern | Anna Júlia Donáth | Renew      |
| Ungern | László Trócsányi  | EPP        |
| Ungern | József Szájer     | EPP        |
| Ungern | Lívia Járóka      | EPP        |
| Ungern | Tamás Deutsch     | EPP        |
| Ungern | András Gyürk      | EPP        |
| Ungern | Kinga Gál         | EPP        |
| Ungern | György Hölvényi   | EPP        |
| Ungern | Enikő Győri       | EPP        |
| Ungern | Ádám Kósa         | EPP        |
| Ungern | Andrea Bocskor    | EPP        |
| Ungern | Andor Deli        | EPP        |
| Ungern | Balázs Hidvéghi   | EPP        |
| Ungern | Edina Tóth        | EPP        |

### Österrike
| Land      | Ledamot              | Partigrupp |
| --------- | -------------------- | ---------- |
| Österrike | Othmar Karas         | EPP        |
| Österrike | Christian Sagartz    | EPP        |
| Österrike | Angelika Wingiz      | EPP        |
| Österrike | Simone Schmiedtbauer | EPP        |
| Österrike | Lukas Mandl          | EPP        |
| Österrike | Barbara Thaler       | EPP        |
| Österrike | Alexander Bernhuber  | EPP        |
| Österrike | Andreas Schieder     | S&D        |
| Österrike | Evelyn Regner        | S&D        |
| Österrike | Günther Sidl         | S&D        |
| Österrike | Bettina Vollath      | S&D        |
| Österrike | Hannes Heide         | S&D        |
| Österrike | Claudia Gamon        | Renew      |
| Österrike | Sarah Weiner         | G/EFA      |
| Österrike | Monika Vana          | G/EFA      |
| Österrike | Thomas Waitz         | G/EFA      |
| Österrike | Harald Vilimsky      | ID         |
| Österrike | Georg Mayer          | ID         |
| Österrike | Roman Haider         | ID         |